# Olaf Pooley
Pour les articles homonymes, voir Pooley.
Olaf Pooley est un acteur, scénariste et réalisateur britannique né le 13 mars 1914 à Parkstone (Royaume-Uni) et mort le 14 juillet 2015 à Santa Monica.

## Filmographie

### comme acteur
- 1948 : Penny and the Pownall Case : Von Leicher
- 1949 : The Huggetts Abroad : Straker
- 1949 : The Lost People de Bernard Knowles et Muriel Box : Milosh
- 1950 : Highly Dangerous : le détective interrogateur
- 1950 : She Shall Have Murder
- 1951 : Hell Is Sold Out : Cheri, le secrétaire masculin
- 1952 : The Woman's Angle : Fudolf Mansell
- 1952 : Gift Horse : Crewman
- 1952 : Top Secret (en) : le professeur Roblettski
- 1954 : Gravelhanger (série TV) : Charles Hartopp
- 1956 : Whisky, vodka et jupon de fer (The Iron Petticoat)
- 1956 : Anastasia : Zhadanov
- 1956 : The Gamma People : Bikstein
- 1957 : Alerte en Extrême-Orient (Windom's Way) : le colonel Lupat
- 1958 : Leave It to Todhunter (série TV) : Digby Powell-Hancock MP
- 1959 : Left Right and Centre : le présentateur du JT
- 1960 : Deadline Midnight (série TV) : Mark Byron
- 1962 : The Battleaxe
- 1962 : The Password Is Courage : le docteur
- 1966 : Naked Evil : le Père Goodman
- 1966 : The Master (TV) : le Maître
- 1969 : Assassinats en tous genres (The Assassination Bureau) : le caissier suisse
- 1969 : Destiny of a Spy (TV) : Igor Trubenoff
- 1970 : The Corpse : Reid
- 1970 : Doctor Who « Inferno » : le professeur Stahlman
- 1974 : La Chute des aigles ("Fall of Eagles") (feuilleton TV) : Police President Baron Krauss
- 1978 : A Horseman Riding By (feuilleton TV) : le professeur Scholtzer
- 1979 : Charlie Muffin (TV) : le Premier secrétaire soviétique
- 1984 : Gone Are the Dayes (TV) : le Grand Maître
- 1985 : Wallenberg: A Hero's Story (TV) : Tibor Moritz
- 1985 : MacGyver (saison 1, épisode 1 "MacGyver première") : Sydney Marlow
- 1990 : The Turn of the Screw (TV) : John le jardinier
- 1996 : Dar l'invincible III - l'œil de Braxus (Beastmaster: The Eye of Braxus) (TV) : Maldor
- 2001 : An Evening with Rosanne Seaborn (TV) : le Mari
- 2005 : Fellini's Donut : le Boulanger

### comme scénariste
- 1970 : The Corpse
- 1971 : The Johnstown Monster
- 1980 : The Godsend
- 1982 : Falcon's Gold (TV)
- 1985 : Lifeforce

### comme réalisateur
- 1971 : The Johnstown Monster